# Vincent Nichols
Vincent Gerard Nichols (n. Crosby, Merseyside, Inglaterra, 8 de noviembre de 1945) es un cardenal católico, teólogo y profesor inglés.
El 5 de noviembre de 1991 fue designado obispo titular de Othona y obispo auxiliar de la Arquidiócesis de Westminster, hasta el 15 de febrero de 2000 en que pasó a ser arzobispo de Birmingham. El 3 de abril de 2009 Benedicto XVI lo designó arzobispo de Westminster y primado del Reino Unido y Gales en sucesión de Cormac Murphy-O'Connor. En ese año fue elegido a su vez como nuevo presidente de la Conferencia de obispos de Inglaterra y Gales. En 2013 el papa Francisco lo designó miembro de la Congregación para los Obispos.
Fue creado y proclamado cardenal en el título del Santísimo Redentor y San Alfonso en vía Merulana por el propio papa Francisco durante el consistorio del 22 de febrero de 2014.

## Primeros años y formación
Nacido en la localidad inglesa Crosby del condado de Merseyside el 8 de noviembre de 1945. Es hijo de los profesores Henry Joseph y Mary Nichols.
Desde niño quería dedicarse en un futuro a trabajar de camionero, pero finalmente durante su adolescencia descubrió su verdadera vocación sintiéndose llamado al sacerdocio.
Años más tarde en 1956, asistió a la Escuela Santa María de la organización católica independiente en Liverpool hasta que en 1963 se trasladó a Italia donde entró en el Seminario Venerable Colegio Inglés de la ciudad de Roma, siendo ordenado sacerdote el día 21 de diciembre de 1969 por Mons. Basil Hume. También en 1970 se licenció en Teología Sagrada por la Pontificia Universidad Gregoriana de Roma. En ese último año regresó a Inglaterra y estudió en la Universidad de Mánchester durante un año, donde obtuvo una maestría en teología basada especialmente en la del santo Juan Fisher.

### Sacerdocio
Seguidamente, inició su ministerio sacerdotal comenzando a trabajar como párroco asistente de la Iglesia Parroquial de Santa María y también fue capellán del Colegio San John Rigby y de la Escuela Secundaria de San Pedro en Wigan. Al poco se trasladó a Estados Unidos donde en 1974 recibió una maestría en magisterio por la Universidad Loyola Chicago. En cuanto regresó a Inglaterra en 1975, fue designado como párroco de la Iglesia de Santa del barrio de Liverpool Edge Hill, pasando un total de 14 años como sacerdote de la Arquidiócesis de Liverpool.
En 1980 fue nombrado director del Instituto Norte de Upholland (Lancashire) y también ese año fue elegido como miembro del consejo arzobispal de Liverpool.
En 1984 fue nombrado secretario general de la Conferencia de Obispos de Inglaterra y Gales hasta 1993, donde entre 1989 y 1996 fue moderador del Comité Directivo del Consejo de Iglesias de Gran Bretaña e Irlanda.

## Episcopado

### Obispo auxiliar de Westminster
El día 5 de noviembre del año 1991, fue nombrado por el papa Juan Pablo II como Obispo titular de Othona y Obispo auxiliar de la Arquidiócesis de Westminster, recibiendo la consagración episcopal el 24 de enero de 1992 en la Catedral de Westminster a manos del cardenal Basil Hume y teniendo como co-consagrantes a Mons. Derek Worlock y a Mons. Alan Charles Clark. Su nombramiento fue a la edad de 46 años, convirtiéndose en el obispo católico más joven del Reino Unido y en su lema episcopal escogió la frase: Fortis Ut Mors Dilectio (español, El amor es fuerte como la muerte).
También fue vicario general del Norte de Londres.
En 1994 fue miembro del comité asesor de finanzas del Fondo Nacional Católico, en 1995 de la Comisión Episcopal de Educación y en 1996 en la de Servicios Financieros de la Conferencia de Obispos nacional, de la cual en 1998 fue Presidente del Departamento de Educación y Formación Católica y del Servicio de Educación Católica, durante ese año representó a los obispos europeos en el Sínodo de los Obispos y en septiembre de 1999 fue secretario de la Asamblea Especial para Europa del Sínodo de los Obispos para Europa.
Tras el fallecimiento del cardenal y monje benedictino Basil Hume que lo acompañó en su carrera desde su ordenación sacerdotal, Vicent Nichols fue el encargado de presidir su funeral y sepultura que se realizó en la Catedral de Westminster.

### Arzobispo de Birmingham
El 15 de febrero del 2000 fue nombrado en sucesión de Mons. Maurice Couve de Murville, como Arzobispo de Birmingham, comenzando en su cargo el 29 de marzo y recibiendo el palio a manos del papa Juan Pablo II el 29 de junio en la Ciudad del Vaticano durante la celebración del día de San Pedro y San Pablo.
Un año después, se convirtió también en presidente del consejo de administración de la Oficina Católica para la Protección de Niños y Adultos Vulnerables y miembro de la Red Internacional de Jóvenes Líderes. En 2008 fue nombrado presidente de la Comisión para las Escuelas, Universidades y Catequesis en el Consejo de las Conferencias Episcopales de Europa. También fue fiduciario de tres seminarios de inglés fuera del Reino Unido: el Real Colegio de San Albano de Valladolid, el Pontificio Colegio Beda y el Venerable Colegio Inglés de Roma, comprometiéndose a realizar una visita a cada uno de los seminarios en cada año académico, cuya labor ha sido en asistencia junto a Mons. Arthur Roche y Mons. John Mark Jabalé.
En 2005 durante el Funeral del papa Juan Pablo II, fue encargado de realizar la cobertura televisiva para la British Broadcasting Corporation (BBC).
En virtud de su condición de ordinario de Birmingham, fue Presidente del Consejo de Administración de la Universidad de Newman. Fue un gran propulsor en defensa de la beatificación del cardenal John Henry Newman.
Durante estos años, escribió dos libros titulados La promesa de la gloria futura y misioneros y Walk with Me, en los que trato de unir a la gente en el acompañamiento espiritual a través de periodos de la Iglesia, cuya iniciativa más tarde se extendió a otras diócesis.

### Arzobispo de Westminster

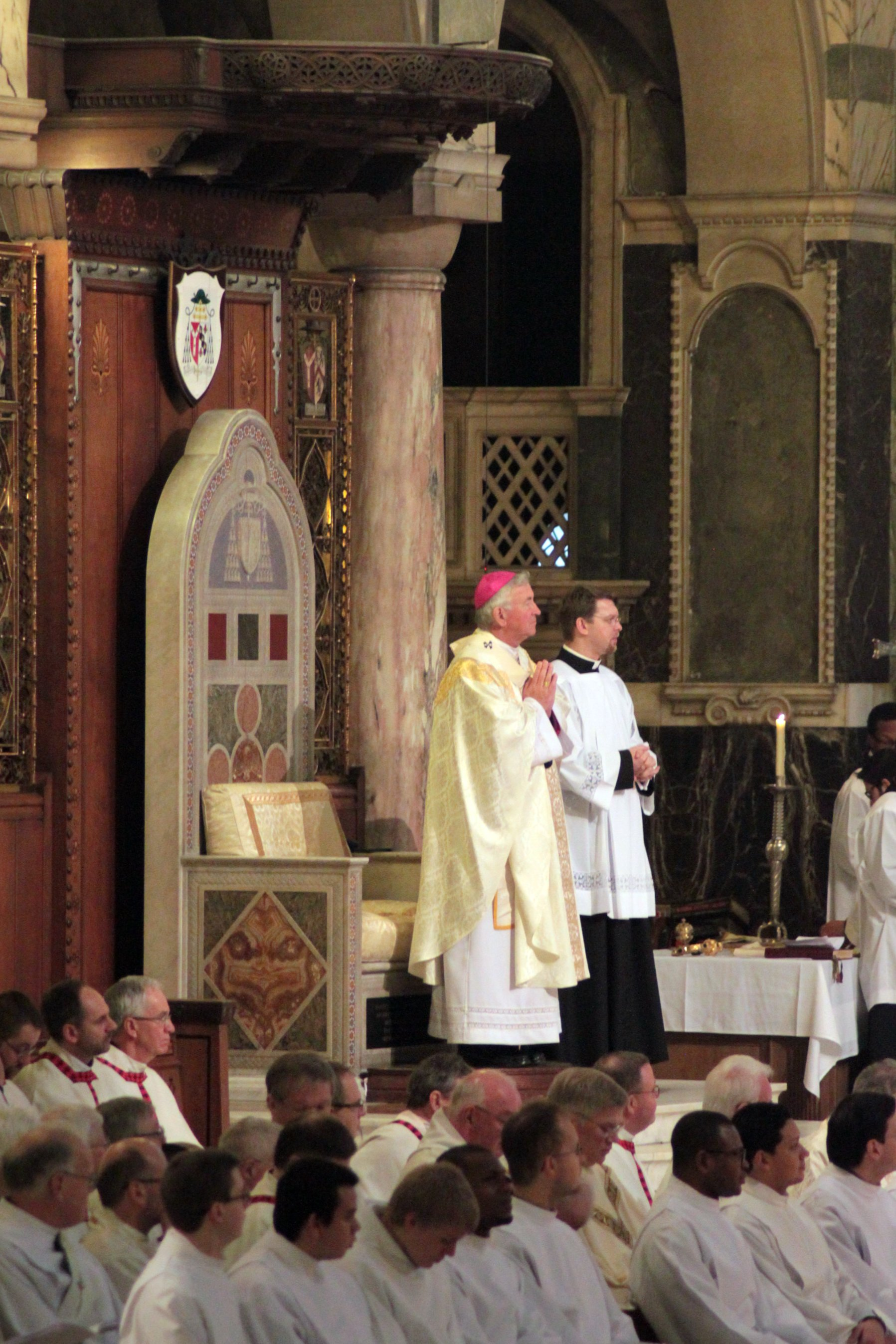
Vincent Nichols en su cátedra de la Catedral de Westminster.

Posteriormente en sucesión del cardenal Cormac Murphy-O'Connor que por motivos de jubilación dejó el cargo, el nombre de Vicent Nichols había sonado en numerosas ocasiones siendo uno de los más sonados en la lista de candidatos presentada en la Congregación para los Obispos para Westminster, finalmente desde el día 3 de abril del año 2009 el papa Benedicto XVI lo nombró como nuevo arzobispo de Westminster siendo a su vez Primado de Inglaterra y Gales, cuyo nuevo cargo se inició oficialmente el 21 de mayo.
También a su vez, como era de esperar desde el 30 de abril de 2009, por aclamación unánime fue elegido presidente de la Conferencia de Obispos de Inglaterra y Gales.
El 16 de diciembre de 2013, el papa Francisco lo designó como miembro de la Congregación para los Obispos.

## Cardenal
Durante el Ángelus del domingo día 12 de enero de 2014, el papa Francisco anunció públicamente el nombre de 19 cardenales por crearse, entre los que se encontraba Vicent Nichols. Fue creado y proclamado cardenal en el título del Santísimo Redentor y San Alfonso en vía Merulana por el propio papa Francisco durante el consistorio del 22 de febrero de 2014 realizado en la basílica de San Pedro de la Ciudad del Vaticano.
Durante el pontificado del papa Francisco fue convocado para participar en calidad de padre sinodal en el Sínodo extraordinario de obispos sobre la familia (2014), en su carácter de presidente de la Conferencia Episcopal de Inglaterra y Gales del Sur. Poco antes de iniciarse el sínodo señaló que la Iglesia católica ha olvidado de manera efectiva cómo perdonar y debe enfrentar el hecho de que la vida privada de las personas no siempre se encuentra a la altura de su «visión idealizada» de la vida familiar. Agregó que la compasión ante las dificultades que enfrentan las personas en su vida personal no fue el «punto fuerte» de la Iglesia en los últimos años, y que se debería crear una «cultura de la misericordia».
El 26 de abril de 2019 fue confirmado como miembro de la Congregación para los Obispos ad aliud quinquennium, el 15 de mayo, de la Congregación para las Iglesias Orientales  in aliud quinquennium y el 28 de mayo, de la Congregación para el Clero in aliud quinquennium
El 28 de abril de 2020 fue confirmado como miembro del Pontificio Consejo para la Promoción de la Unidad de los Cristianos in aliud quinquennium.

## Condecoraciones
- Bailío gran cruz de justicia de la Sagrada Orden Militar Constantiniana de San Jorge